# Congroidei
Sous-ordre
Les Congroidei sont un sous-ordre de poissons téléostéens serpentiformes.

## Liste des familles
- famille Colocongridae
- famille Congridae
- famille Derichthyidae
- famille Muraenesocidae
- famille Nemichthyidae
- famille Nettastomatidae
- famille Ophichthidae
- famille Serrivomeridae
- famille Synaphobranchidae